# Smånäckros
Smånäckros (Nymphaea × laydekeri) är en hybrid i familjen näckrosväxter mellan vit näckros (N. alba) 
och finsk näckros (N. tragragona). Fler sorter odlas som trädgårdsväxter och är betydelsefulla då de inte blir så stora som många andra näckrosor.
Det finns flera namnsorter av korsningen i färger från vitt till rosa och rött.